# 比伯县 (亚拉巴马州)
比伯县（英語：Bibb County）是位于美国亚拉巴马州中部的一个县，县治森特维尔。因洲長William W. Bibb而命名。根据美国人口调查局2000年统计，共有人口20,826，其中白人占76.66%、非裔美国人占22.2%。在2006年，該郡估計有人口21,482。其郡政府所在地為森特維爾（Centreville），所以為禁酒縣。

## 地理
根據美國人口調查局的資料，比伯郡佔地626平方英里(1,622平方公里)，其中623平英公里（1,614平方公里）為陸地，3平英公里(8平方公里)(0.5%)為水。

### 主要公路
- 美國國道82
- 州公路5
- 州公路25
- 州公路58
- 州公路219

### 鐵路
- 諾福克南方鐵路

### 毗鄰縣
- 傑佛遜縣 (阿拉巴馬州) - 北方
- 謝爾比郡 (阿拉巴馬州) - 東北方
- 奇爾頓縣 (阿拉巴馬州) - 東南方
- 佩里郡 (亞拉巴馬州) - 西南方
- 黑爾縣 (亞拉巴馬州) - 西南方
- 塔斯卡盧薩縣 (阿拉巴馬州) - 西北方